# Martin Bambauer

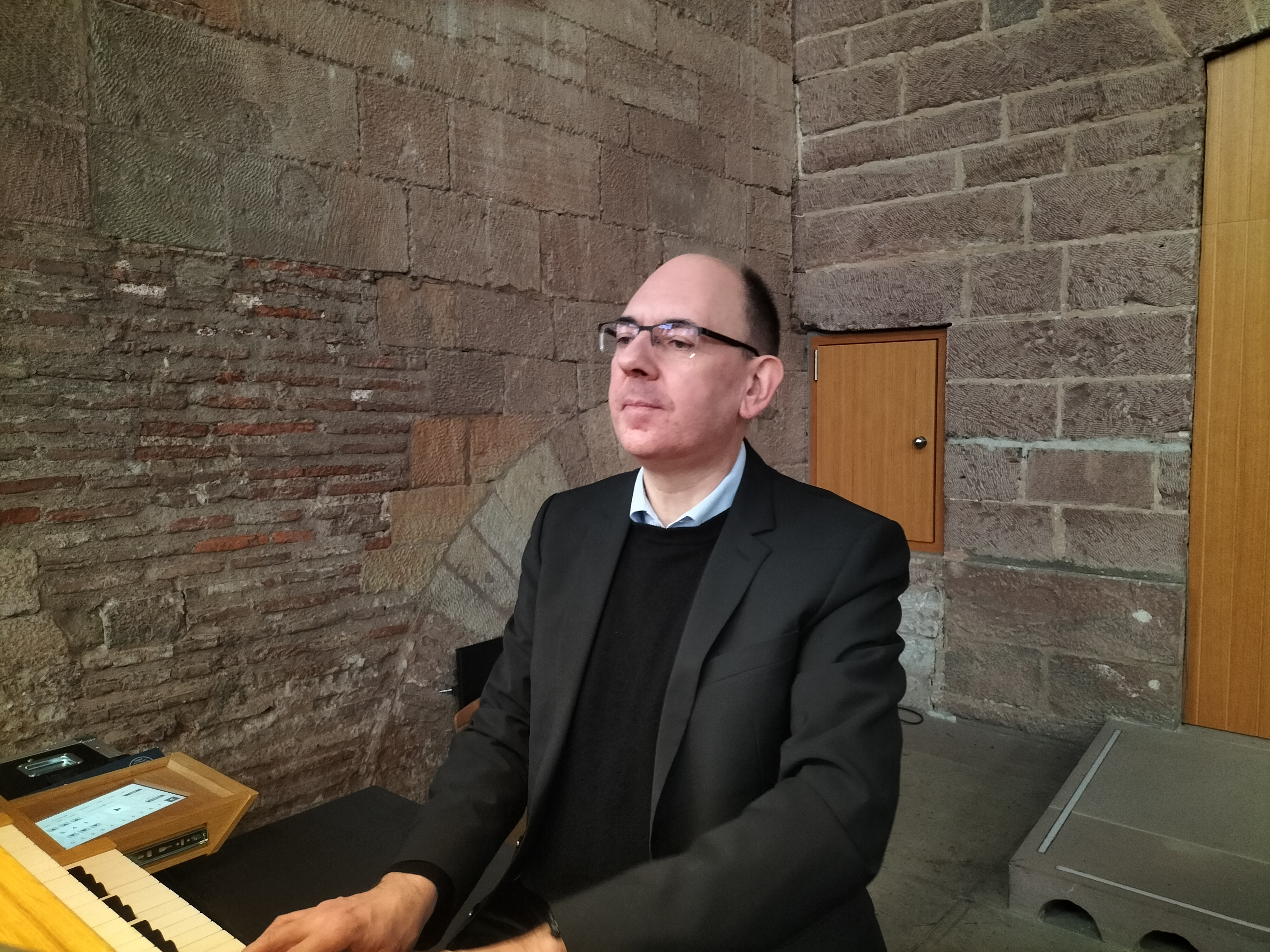
Martin Bambauer am mobilen Orgelspieltisch in der Konstantinbasilika (2024)

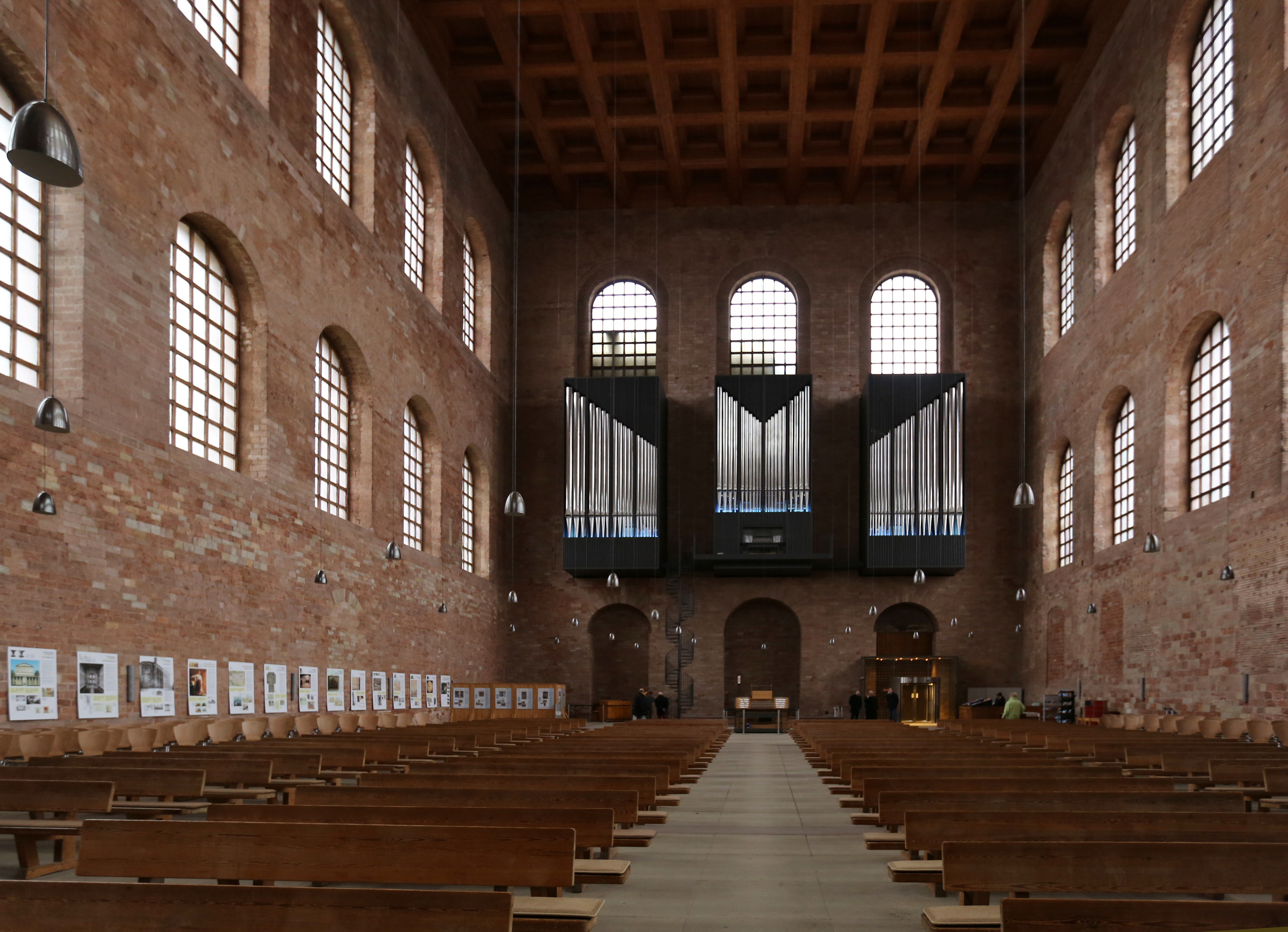
Eule-Orgel der Konstantinbasilika (2014)

Martin Bambauer (* 1970 in Wesel) ist ein deutscher Kirchenmusiker.

## Leben
Bambauer studierte Evangelische Kirchenmusik an der Robert Schumann Hochschule in Düsseldorf (u. a. in Orgel und Improvisation bei Hanns-Alfons Siegel, Hans-Dieter Möller und Gustav Adolf Krieg, im Fach Chorleitung bei Hartmut Schmidt und Volker Hempfling) und legte ein A-Examen mit Auszeichnung im Fach Orgelimprovisation ab. Ein Aufbaustudium bei Daniel Roth in Frankfurt am Main absolvierte er 2001 mit dem Konzertexamen.
Seit 1999 ist Bambauer Kantor und Organist der Evangelischen Kirchengemeinde Trier, unter anderem an der Konstantinbasilika. Von 2001 bis 2008 lehrte er als Dozent für Liturgisches Orgelspiel an der Musikhochschule in Köln. 2017 wurde er durch die Kirchenleitung der Evangelischen Kirche im Rheinland zum Kirchenmusikdirektor ernannt.

## Preise
- Preisträger des Internationalen Orgelwettbewerbs in Elburg (Niederlande)
- 1995 erster Preis und Publikumspreis beim Internationalen Wettbewerb für Orgelimprovisation in Schwäbisch Gmünd
- 1995 Förderpreis des 1. Internationalen Orgelfestivals „Fugato“ in Bad Homburg vor der Höhe

## Tondokumente

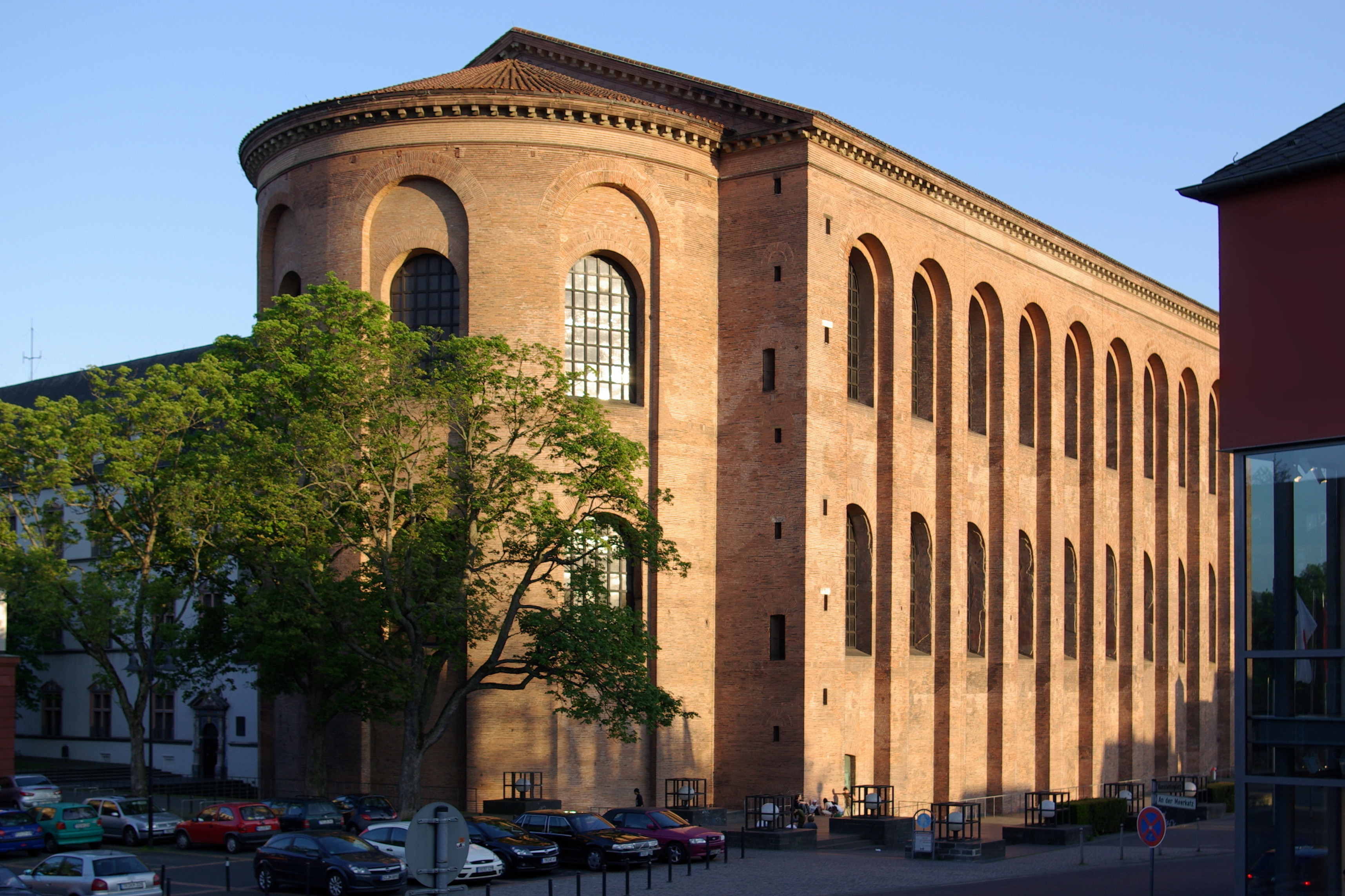
Konstantinbasilika (2008)

- 2001: Orgelmusik aus Fünf Jahrhunderten (Schuke-Orgel der Konstantin-Basilika zu Trier) (IFO 00 057)
- 2002: ...und was vom Geist geboren wird... (Trierer Bachchor) (GCG Records)
- 2004: Anthologie - Aristide Cavaillé-Coll, Vol. 3 - Franck et ses Amis (Große Orgel der Kathedrale zu Carcassonne) (IFO 00 090)
- 2006: Klangwege (Schuke-Orgel der Konstantin-Basilika zu Trier) (IFO 00 211)
- 2007: Organ Landscapes (Sandtner-Orgel St. Martin, Bad Ems) (IFO 00 220)
- 2013: Te Deum Laudamus (Kammerchor des Konservatoriums der Stadt Luxemburg) (MOT 50891)
- 2014: Charles-Marie Widor: Organ Symphonies Nos. 1&2 (Cavaillé-Coll-Orgel St. Sulpice, Paris) (AE 10471)
- 2015: Die große Eule-Orgel der Konstantin-Basilika zu Trier (MOT 14011)